# Veligandu (Haa Dhaalu-atol)
Veligandu is een van de onbewoonde eilanden van het Haa Dhaalu-atol behorende tot de Maldiven.